# Atlantyda. Zaginiony ląd
Atlantyda. Zaginiony ląd (ang. Atlantis: The Lost Empire) – amerykański animowany film przygodowy z 2001 roku w reżyserii Gary’ego Trousdale’a i Kirka Wise’a. Czterdziesty pierwszy film z oficjalnego kanonu animacji Disneya. Akcja filmu toczy się w 1914 roku i opowiada o młodym lingwiście Milo Thatchu, który znajduje się w posiadaniu legendarnego dziennika, który ma zaprowadzić jego i grupę najemników do zaginionej krainy zwanej Atlantydą.
Otrzymał mieszane recenzje z przewagą negatywnych; serwis Rotten Tomatoes przyznał mu wynik 49%.
Jego kontynuacja Atlantyda. Powrót Milo pojawiła się 2 lata później.

## Fabuła
W 1914 roku początkujący lingwista i kartograf Milo Thatch z Smithsonian Institution marzący o znalezieniu Atlantydy, zostaje przedstawiony przez Helgę Sinclair milionerowi Prestonowi B. Whitmore’owi, staremu przyjacielowi zmarłego dziadka Mila – Thaddeusa. Whitmore finansuje wyprawę mającą odszukać Atlantydę, po tym jak Thaddeus odnalazł Dziennik Pasterza, legendarną księgę opisującą drogę do Atlantydy, a Milo ma służyć jako jej tłumacz. Na czele ekspedycji stoi komandor Rourke, a w jej skład wchodzi Helga jako jego zastępczyni, oficer medyczny dr Słodki, włoski ekspert od demolki Santorini; francuski geolog Moliére, mechaniczka Audrey, operatorka radiowa Packard, szef kuchni Cookie oraz dziesiątki żołnierzy i marynarzy. Środkiem transportu jest supernowoczesna łódź podwodna Ulysses.
Ulyssesa niszczy Lewiatan, strażnik atlantydzkich ziem. W starciu z Lewiatanem, który okazał się być maszyną, ginie wiele członków ekspedycji. Pozostali przy życiu członkowie kierując się Dziennikiem Pasterza, docierają do środka uśpionego wulkanu. Spotykają wojowników pod wodzą Kidy, córki króla Atlantydy, którzy prowadzą ich do miasta. Król rozkazuje odejść obcym, lecz Kida upiera, że mogą oni przywrócić utraconą chwałę Atlantydzie będącej obecnie w rozkładzie. Milo pokazuje Kidzie Dziennik Pasterza i dowiaduje się, że Atlantydzi są od dawna analfabetami. Milo i Kida dowiadują się, że źródłem energii miasta jest wielki kryształ – Serce Atlantydy, a kiedyś zasilał ich urządzenia za pomocą mniejszych kryształów, które noszą wszyscy Atlantydzi. Jednak w dzienniku brakuje kluczowej strony.
Strona jest w posiadaniu członków ekspedycji będących tak naprawdę grabieżcami i wykorzystali poszukiwania Atlantydy jako część tajnego planu Rourke’a, aby wykraść Serce Atlantydy i sprzedać je. Król nie chcąc zdradzić jego położenia zostaje dotkliwie pobity przez Rourke’a, co wzburza Słodkiego. Jednakże niezależnie od tego komnata z kryształem zostaje odkryta. Lewitujące Serce Atlantydy, wokół którego krążą kamienne wizerunki dawnych królów, łączy się z Kidą. Zostaje ona umieszczona w kontenerze i na powierzchni ziemi ma zostać sprzedana za wysoką cenę. Audrey, Santorini, Cookie, Moliére i Packard tknięci sumieniem przez Mila i widząc bezduszność Rourke’a, stają po stronie Mila i Atlantydów, nie chcąc mieć krwi na rękach. Rourke, Helga i żołnierze wysadzają za sobą most.
Król leczony przez Słodkiego umiera od wewnętrznego krwawienia i wyjaśnia Milo, że Serce Atlantydy wzywa kogoś z królewską krwią jako gospodarza, gdy miasto jest w niebezpieczeństwie. W przeszłości król wykorzystał Serce do celów wojennych, ale było zbyt silny do kontrolowania, co prowadzi do zatonięcia krainy i poświęcenia matki Kidy, aby ocalić stolicę. Z tego powodu był za porzuceniem atlantydzkiej kultury, by coś podobnego nigdy się nie zdarzyło. Daje Milo swój kryształ mówiąc, że Serce musi zostać zwrócone, by uratować Atlantydę, ale także aby zapobiec śmierci Kidy, jeśli będzie zbyt długo związana z Sercem. Po motywującej rozmowie ze Słodkim, Milo informuje Atlantydów, że posiadane przez nich kryształy mają wystarczającą moc, by je aktywować pojazdy i pokazuje jak to robić.
Wkrótce byli członkowie ekspedycji i Atlantydzi na latających pojazdach doganiają Rourke’a, Helgę i ich ludzi uciekających balonem w górę ujścia wulkanu. Rourke, by zmniejszyć ciężar wyrzuca za burtę Helgę. Milo ląduje na balonie i staje do walki z Rourke’iem. Na ziemi ledwo żywa Helga w zemście za zdradę wystrzeliwuje racę w kierunku balonu, powodując jego pożar. Rourke chce zabić Mila siekierą i trafia w kontener z Kidą. Milo biorąc rozbite szkło zasilone Sercem Atlantydy, rani nim Rourke’a, który krystalizuje się i ginie. Po wygraniu bitwy Milo i jego sojusznicy z kontenerem uciekają z powrotem do miasta, gdyż wybuch wulkanu zagraża Atlantydzie. Skrystalizowana Kida uwalnia się z kontenera i lewitując nad miastem wybudza kamienne olbrzymy tworzące pole siłowe przed lawą.
Kida wraca do ludzkiej formy i tuli się do Mila. Czując coś do Kidy Milo decyduje na Atlantydzie i pomóc jej mieszkańcom odkryć na nowo ich kulturę. Atlantydzi wdzięczni za ocalenie miasta nagradzają członków ekspedycji bogactwami, którzy po powrocie na powierzchnię wspólnie z Whitmore’em decydują się zachować istnienie Atlantydy w sekrecie. Kida jako nowa królowa i Milo oddają cześć jej zmarłemu ojcu, uruchamiając jego kamienny wizerunek jako kolejny element Serca Atlantydy, które ponownie unosi się nad nowo odrestaurowanym miastem.

## Obsada głosowa
| Postać | Wersja angielska    | Wersja polska       |
| --- | ------------------- | ------------------- |
| Milo James Thatch | Michael J. Fox      | Kacper Kuszewski    |
| księżniczka Kidagakash „Kida” Nedakh | Cree Summer         | Agata Buzek         |
| kapitan Lyle Tiberius Rourke | James Garner        | Marek Barbasiewicz  |
| doktor Joshua Strongbear Słodki | Phil Morris         | Jacek Mikołajczak   |
| Audrey Rocio Ramirez | Jacqueline Obradors | Monika Kwiatkowska  |
| Vincenzo „Wołodia” Santorini | Don Novello         | Arkadiusz Jakubik   |
| Gaetan „Mole” Moliére | Corey Burton        | Tadeusz Kwinta      |
| Helga Katrina Sinclair | Claudia Christian   | Małgorzata Gudejko  |
| Jedidiah Allardyce „Cookie” Farnsworth | Jim Varney          | Andrzej Fedorowicz  |
| Wilhelmina Bertha Packard | Florence Stanley    | Antonina Girycz     |
| król Kashekim Nedakh | Leonard Nimoy       | Janusz Nowicki      |
| Preston B. Whitmore | John Mahoney        | Stanisław Michalski |
| Fenton Q. Harcourt | David Ogden Stiers  | Krzysztof Kołbasiuk |
| matka Kidy | Jennifer Seguin     | –                   |
| Opracowanie: Start International Polska Reżyseria: Joanna Wizmur Dialogi polskie: Bartosz Wierzbięta Realizacja dźwięku: Hanna Makowska Kierownictwo produkcji: Paweł Araszkiewicz Opieka artystyczna: Mariusz Arno Jaworowski W pozostałych rolach: Dariusz Błażejewski, Jarosław Boberek, Andrzej Gawroński, Jan Kulczycki, Tomasz Marzecki, Ryszard Nawrocki, Tomasz Steciuk, Paweł Szczesny, Krzysztof Zakrzewski |                     |                     |

## Nagrody Annie
| Status    | Nagroda                      | Zwycięzca/Nominowany            |
| --------- | ---------------------------- | ------------------------------- |
| Nominacja | Najlepsza reżyseria          | Gary Trosudale, Kirk Wise       |
| Nominacja | Najlepszy scenopis obrazkowy | Chris Ure (autor)               |
| Nominacja | Najlepsza scenografia        | David Goetz (scenograf)         |
| Nominacja | Najlepsze efekty animacji    | Marlon West (autor)             |
| Nominacja | Najlepszy dubbing kobiecy    | Florence Stanley (Pani Packard) |
| Nominacja | Najlepszy dubbing męski      | Leonard Nimoy (Król Nedakh)     |

## Muzyka
Za ścieżkę do filmu był odpowiedzialny James Newton Howard, dla którego była to druga po Dinozaurze praca do Walt Disney Feature Animation. Jest to jeden z nielicznych disneyowskich filmów animowanych niebędący musicalem, a jedyną piosenką pojawiającą się w filmie jest występująca na napisach końcowych „Where the Dream Takes You” napisana Diane Warren i skomponowana przez Howarda. Za wykonanie odpowiada wokalistka Mýa.
| Atlantis: The Lost Empire | Atlantis: The Lost Empire            | Atlantis: The Lost Empire |
| Nr                        | Tytuł utworu                         | Długość                   |
| ------------------------- | ------------------------------------ | ------------------------- |
| 1.                        | „Where the Dream Takes You” (Mýa)    | 4:00                      |
| 2.                        | „The Submarine”                      | 3:20                      |
| 3.                        | „Milo’s Turned Down”                 | 1:48                      |
| 4.                        | „Atlantis Is Waiting”                | 2:41                      |
| 5.                        | „The Leviathan”                      | 3:25                      |
| 6.                        | „Bedding Down”                       | 2:32                      |
| 7.                        | „The Journey”                        | 3:22                      |
| 8.                        | „Fireflies”                          | 2:11                      |
| 9.                        | „Milo Meets Kida”                    | 1:46                      |
| 10.                       | „The City of Atlantis”               | 2:48                      |
| 11.                       | „Milo and Kida’s Questions”          | 2:59                      |
| 12.                       | „Touring the City”                   | 2:51                      |
| 13.                       | „The Secret Swim”                    | 2:46                      |
| 14.                       | „The Crystal Chamber”                | 3:45                      |
| 15.                       | „The King Dies / Going After Rourke” | 5:12                      |
| 16.                       | „Just Do It”                         | 3:18                      |
| 17.                       | „Kida Returns”                       | 3:10                      |
| 18.                       | „Atlantis” (No Angels & Donovan)     | 2:01                      |
|                           |                                      | 53:55                     |